# Oligembia capensis
Oligembia capensis is een insectensoort uit de familie Teratembiidae, die tot de orde webspinners (Embioptera) behoort. De soort komt voor in Mexico.
Oligembia capensis is voor het eerst wetenschappelijk beschreven door Ross in 1984.